# Puchar Australii i Nowej Zelandii w narciarstwie alpejskim mężczyzn 2024
Puchar Australii i Nowej Zelandii w narciarstwie alpejskim mężczyzn w sezonie 2024 – zawody rozgrywane pod patronatem Międzynarodowej Federacji Narciarskiej (FIS) latem 2024 roku. Puchar rozpoczął się 30 sierpnia 2024 r. w nowozelandzkim Coronet Peak zawodami w slalomie, natomiast ostatnie zmagania tej edycji (również w slalomie) przeprowadzono dzień później, tj. 31 sierpnia 2024 r., w tym samym ośrodku narciarskim.
Triumfu w klasyfikacji generalnej z poprzedniego sezonu bronił Brytyjczyk Laurie Taylor. Tym razem najlepszy okazał się Belg Sam Maes.

## Podium zawodów
| Lp. | Data             | Miejscowość  | Konkurencja | 1. miejsce   | 2. miejsce       | 3. miejsce      |
| --- | ---------------- | ------------ | ----------- | ------------ | ---------------- | --------------- |
|     | 28 sierpnia 2024 | Coronet Peak | Gigant      | Odwołano     | Odwołano         | Odwołano        |
|     | 29 sierpnia 2024 | Coronet Peak | Gigant      | Odwołano     | Odwołano         | Odwołano        |
| 1.  | 30 sierpnia 2024 | Coronet Peak | Slalom      | Reto Mächler | Joel Lütolf      | Sam Maes        |
| 2.  | 31 sierpnia 2024 | Coronet Peak | Slalom      | Sam Maes     | Simon Maurberger | Theodor Brækken |
|     | 3 września 2024  | Thredbo      | Gigant      | Odwołano     | Odwołano         | Odwołano        |
|     | 4 września 2024  | Thredbo      | Gigant      | Odwołano     | Odwołano         | Odwołano        |
|     | 5 września 2024  | Thredbo      | Slalom      | Odwołano     | Odwołano         | Odwołano        |
|     | 6 września 2024  | Thredbo      | Slalom      | Odwołano     | Odwołano         | Odwołano        |

## Klasyfikacje
| Lp. | Zawodnik               | Punkty |
| --- | ---------------------- | ------ |
| 1.  | Sam Maes               | 160    |
| 2.  | Reto Mächler           | 150    |
| 3.  | Simon Maurberger       | 112    |
| 4.  | Theodor Brækken        | 86     |
| 5.  | Eirik Hystad Solberg   | 81     |
| 6.  | Joel Lütolf            | 80     |
| 7.  | Sebastian Foss Solevåg | 60     |
| 8.  | Bálint Úry             | 53     |
| 9.  | Michel Brügger         | 50     |
| 10. | Florian Kunz           | 47     |

| Lp. | Zawodnik               | Punkty |
| --- | ---------------------- | ------ |
| 1.  | Sam Maes               | 160    |
| 2.  | Reto Mächler           | 150    |
| 3.  | Simon Maurberger       | 112    |
| 4.  | Theodor Brækken        | 86     |
| 5.  | Eirik Hystad Solberg   | 81     |
| 6.  | Joel Lütolf            | 80     |
| 7.  | Sebastian Foss Solevåg | 60     |
| 8.  | Bálint Úry             | 53     |
| 9.  | Michel Brügger         | 50     |
| 10. | Florian Kunz           | 47     |